# Нагиев, Салман Агаш оглы
Салман Агаш оглы Нагиев (азерб. Salman Ağaş oğlu Nağıyev; 14 октября 1926, Джеватский уезд — ?) — советский азербайджанский нефтяник, Герой Социалистического Труда (1971).

## Биография
Родился 14 октября 1926 года в селе Харабакенд Джеватского уезда Азербайджанской ССР (ныне село Кырмызыкенд Нефтечалинского района).
Начал трудовую деятельность в 1944 году. До 1973 года работал помощником бурового мастера, буровым мастером, старшим буровым мастером конторы бурения № 1 треста «Азнефтеразведка» производственного объединения «Азнефть». С 1973 года — буровой мастер Кобустанской конторы бурения № 72 производственного объединения «Азнефть».
Поначалу Салману Нагиеву работа бурильщика казалась трудной, однако он не стал сдаваться и прибег к помощи опытных рабочих и ветеранов нефтяной отрасли. Со временем Нагиев набрался опыта работы и стал применять его на практике, добиваясь высоких результатов — в 1962 году бригада Салмана Нагиева впервые добыла нефть на берегу Куры, нефть дало месторождение близ села Кюрсанги Сальянского района. За период восьмой пятилетки бригада под руководством Нагиева, благодаря ряду рационализаторских предложений бригадира, добилась ещё больших результатов — пробурено 5 новых сверхглубоких скважин, сверх нормы пробурено 2200 метров, стоимость каждого пробурённого метра сократилась на 42,7 рубля, скорость бурения скважин увеличена. Всего за период пятилетки бригада сэкономила государству 900 тысяч рублей. Не менее успешной для бригады Нагиева прошла и девятая пятилетка — пробурены Калмасская сверхглубокая скважина глубиной 5400 метров и сверхглубокая скважина № 72 глубиной 5500 метров, ликвидированы все простои, начато использование машины во всю мощность. Одиннадцатую пятилетку Салман Нагиев выполнил за 2,5 года.
Досрочно выполнил личные социалистические обязательства и плановые задания Восьмой пятилетки (1966—1970). Указом Президиума Верховного Совета СССР от 30 марта 1971 года за выдающиеся заслуги в выполнении заданий пятилетнего плана по добыче нефти и достижение высоких технико-экономических показателей в работе Нагиеву Салману Агаш оглы присвоено звание Героя Социалистического Труда со вручением ордена Ленина и золотой медали «Серп и Молот».
Активно участвовал в общественной жизни Азербайджана. Член КПСС с 1956 года. Делегат XXIV съезда КПСС.
В честь Нагиева установлена мемориальная доска по адресу: улица Хагани 26, город Баку.